# 川辺村 (長野県小県郡)
川辺村（かわべむら）は、長野県小県郡にあった村。現在の上田市中心部の西南西、上田電鉄別所線上田原駅周辺にあたる。

## 地理
- 河川：産川

## 歴史
- 1889年（明治22年）4月1日 - 町村制の施行により、下之条村・上田原村・神畑村・築地村の区域をもって発足。
- 1954年（昭和29年）4月1日 - 上田市に編入。同日川辺村廃止。

## 交通

### 鉄道路線
- 上田丸子電鉄（現・上田電鉄）
  - 別所線
    - 赤坂上駅 - 上田原駅 - 神畑駅

### 道路
- 国道143号